# Saint-Christophe-du-Bois
Saint-Christophe-du-Bois là một xã thuộc tỉnh Maine-et-Loire trong vùng Pays de la Loire phía tây nước Pháp. Xã này nằm ở khu vực có độ cao trung bình 93 mét trên mực nước biển.